# Christian Ernst Graf
Christian Ernst Friedrich Graf (Rudolstadt, 30 de juny de 1723 - La Haia, 17 de juliol de 1804) fou un neerlandès mestre de capella i compositor d'ascendència alemanya. Va ser mestres de capella del Príncep d'Orange i resident als Països Baixos des de 1762, on canvià l'ortografia del seu cognom pel de Graaf.
Era fill del Kapellmeister Johann Graf (1684-1750) i el seu germà fou el flautista Friedrich Hartmann Graf (1727-1795). Graf va créixer en una família de músics el pare era violinista, professor de música, compositor i director d'orquestra. En 1722 es convertí en concertino en la cort reial de Schwarzburg-Rudolstadt i en 1739 fou ascendit a mestre de capella. Johann Graf tingué set fills a tots els quals ensenyà lliçons de música. Quatre seguiren els seus passos i es convertiren en músics. El 1745 Christian succeí al seu pare com a capellà de la cort de Rudolstadt.
Se sap poc de la vida a Rudelstadt de Christian, quan va anar-se'n als Països Baixos marxà amb instruccions judicials i carregat de deutes. Possiblement ell i el seu germà Friedrich Hartmann, que era quatre anys més jove, s'uniren a un regiment que arribà a la República dels Països Baixos a mitjan d'abril del 1748. Se sap que Friedrich Hartmann resultà ferit en el setge de Setge de Bergen op Zoom i pres presoner de guerra.
Christian Ernst el 1750 anà a, on dirigí el Collegium Musicum. Sota la guia de Christian, el nivell del Collegium Musicum s'elevà a tal punt que el 1754 li edificaren una sala de concerts finançada per la ciutat.
Se suposa que la primera obra impresa de Christian Ernst, Sei Sinfonie a Violino Primo, Secondo, Viola, E Basso, sorgí al final de la seva estada a Middelburg i fou concebuda com una salutació de comiat.

## Cort de l'Haia (1754-1767)
Va ser probablement en la segona meitat de 1754 que Graf va anar a La Haia, on es va convertir en compositor de la cort d'Anna de Hannover Princesa Reial i d'Orange, la vídua del Stadthouder Guillem IV. La portada de la seva obra de 1758 -les sonates per a dos violins i baix continu, Opus 2- ho testifica, ja que el compositor es presenta com a Compositore di Musica di S.A.R. Madama la Principessa di Orania di Nassovia, o "compositor de Sa Altesa Reial la Princesa d'Orange-Nassau", és a dir, Anna de Hannover.
El 1759, el Gravenhaegse Courant, un diari de La Haia, va esmentar Christian Ernst com a compositor de música de la cort de Sa Altesa Serena el Senyor Príncep d'Orange (Muziek Compositeur aen het Hof van S.D.H. den Heere Prince van Oranje), és a dir, el príncep Guillem, que llavors només tenia onze anys. Després de la mort d'Anna el 1759, el seu títol es va convertir en Compositore di Musica al Corte di S.A.S. Monsenyor il Principe d'Orania e di Nassovia (compositor de la música a la cort de Sa Altesa Serena el Príncep d'Orange-Nassau); Veure el Sei Sinfonie... Òpera Terza d'aquell any. Aquest títol va ser utilitzat fins a la publicació de la seva setena obra, Sis simfonies... Obra VII (1766)). A partir de 1759, el seu nom apareix cada any, en els relats de la capella de la cort1. Graf va ser el primer professor de música del jove príncep Guillem. Graf va tenir un paper important en l'enquadrament musical de les cerimònies fúnebres després de la mort d'Anna de Hannover el 12 de gener de 1759. El 1764, Graf va adaptar el seu nom a l'ortografia neerlandesa. Leopold Mozart, durant l'estada de la família Mozart a La Haia (setembre-desembre de 1765), assenyala que un Senyor: Graaff va ser compositor i director de la música del príncep. Una datació més precisa del seu nomenament a aquest càrrec, però, no és possible en absència de documents.
No obstant això, se sap que el 1764, per tal d'obtenir un augment salarial, Graf es va dirigir en va al seu patró, el duc Lluís Ernest de Brunsvic-Lüneburg, regent del futur stadtholder Guillem, (llavors encara menor d'edat), la vídua del Stadthouder Guillem IV.
Petició de Christian Ernst Graf
| « | <Altesa Serena, Perdoneu la meva companyia. Que la meva humil escriptura trobi un ull dolç. Mireu amb misericòrdia aquesta jeremia, I mira com el teu servent cau en la misèria. La paraula d'un príncep em va atreure aquí, venint de l'interior del país; La meva felicitat ja no és aquí, però allà m'han pres la propietat. El que he guanyat allà pel meu dur treball, consumeixo aquí per necessitat; El cos nodrit de menjars frugals, la ment de la por. […] Dos-cents cinquanta florins Anar al propietari; Com pagar despeses i deutes? Oh! Afegiu-hi una mica cada any. Perquè el meu estat necessitat no sigui insuportable.> | » |

Amb motiu de la solemne instal·lació com a stadthouder de Guillem V - que va celebrar el seu divuitè aniversari el 8 de març de 1766 - Graf va compondre els tres versos del cant de l'alegria, Rejoice, Batavians! (Laat ons juichen, Batavieren!). Durant la solemne instal·lació del stadthouder, es canta en italià, però es publica en neerlandès.
Durant la seva estada a les Províncies Unides, el jove Wolfgang Amadeus Mozart, està acompanyat pel director grafista, durant el concert de Wolfgang i la seva germana a La Haia, el 30 de setembre de 1765. Utilitza el tema per a una famosa sèrie de variacions per a clavicèmbal (KV. 24) Mozart va manllevar aquesta mateixa melodia per a la fuga concloent del seu quodlibet Gallimathias musicum (KV. 32, març de 1766)
Mestre de cor de la cort (1767-1804)

El 1767, Graf finalment va rebre el seu nomenament oficial com a director de cor de la cort, així com l'augment salarial prèviament sol·licitat. Les funcions de Graf com a director de cor de la cort incloïen no només la selecció del repertori de l'orquestra, sinó també la composició de noves peces i la selecció de llibrets i lletres que es musicarien en diferents esdeveniments. Moltes obres es van estrenar durant els anys passats a la cort de La Haia: un gran nombre de simfonies, inclosa la Grande simphonie Hollandaise en dos cors, música de programa composta amb motiu de la restauració de l'autoritat de Guillem V el 1787, sonates (en trio i per a violí), quartets (per a instruments de corda), quintets per a quartet de corda i flauta i altres gèneres de música de cambra, dues sonates a quatre mans per a teclat, cançons, cantates, faules per a veu i teclat (25 Faules al gust de la Font (Jean de la Fontaine), per al Cant i el Clavicèmbal) i finalment, un estudi teòric i didàctic del baix continu. Pel que sembla, Graf mai va intentar escriure una òpera. Graf encara s'encarregava de la compra de partitures per a la casa i el pati; li devem una part considerable de l'actual col·lecció de música de la Casa d'Orange.

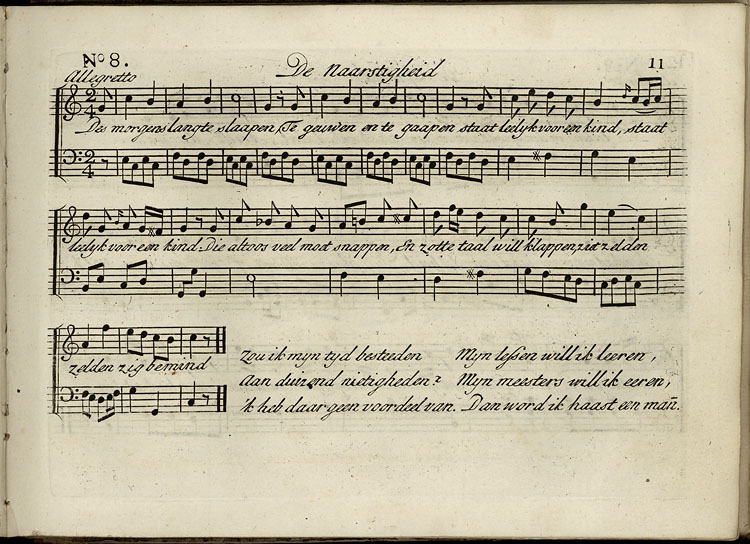
De naarstigheid (L'Assiduité) de Hieronymus van Alphen, mise en musique par Graf, du recueil Kleine Gedigten voor Kinderen (Petits poèmes à l'usage de l'enfance), s.d., publié par Markordt à Amsterdam.

Encara que adscrit a la cort, al llarg de la seva carrera, el compositor va continuar treballant fora de les activitats de la capella de música dels Prínceps d'Orange. Així, amb motiu de la inauguració d'un nou orgue, el 28 de juny de 1781, va compondre les cançons religioses per a la consagració de l'orgue de la Gran Església a Bolsward (Kerk-Gezangen ter Inwydinge van het Orgel in de Groote Kerk te Bolsward) i, el 1782, va publicar un estudi: l'Assaig sobre la naturalesa de l'harmonia en el baix continu i l'ensenyament d'un xifrat curt i sistemàtic (Proeve over de natuur der harmonie in de Generaal bas benevens een onderricht eener korte en regelmaatige becijffering). Igual que el compositor holandès d'origen alemany Christian Friedrich Ruppe, Graf va musicar Little Poems for Childhood Use de Hieronymus van Alphen (Kleine gedigten voor kinderen), inclòs el famós Prunier (Pruimenboom), també conegut com Jantje zag eens pruimen hangen...).
A partir de 1788, però, Graf va ser reemplaçat com a director de cor pel violinista Jean Malherbe. Va ser el mateix Malherbe qui el va succeir al capdavant de la capella de música el 1790, quan Graf es va retirar el novembre d'aquell any.
El major èxit de Graf va ser, a part de l'oratori perdut compost per celebrar la pau entre França i Anglaterra, la cantata Der Tod Jesu, composta el 1802 sobre un llibret de Karl Wilhelm Richter (1725-1798).
Graf va morir poc després, el 17 de juliol de 1804, a La Haia, on va ser enterrat a la Gran Església (Grote Kerk).

## Notabilitat
Un contemporani el caracteritza de la següent manera:
| « | <"Graaf o Graf era un home d'arts i ciències, un home alfabetitzat, era agradable en companyia i, envoltat dels seus amics, fins i tot xerraire i alegre; posseïa una notable aptitud per a l'ensenyament, especialment per als joves, als quals va inspirar el gust per les arts i les ciències."> | » |

 Es conserven un gran nombre d'obres. El musicòleg Balfoort considera que la cantata Der Tod Jesu, el manuscrit de la qual és propietat de la Biblioteca Reial de La Haia, és una de les seves millors obres. Però Balfoort veu menys mèrit en la resta de l'obra:
| « | <"No és per la qualitat superior del seu contingut musical que es pot ser laudatori de les seves simfonies, sonates per a clavicèmbal i violí, duets de corda, etc. Tindran per a nosaltres, en primer lloc, només un valor històric. La seva peça d'ocasió en celebració de la solemne instal·lació del príncep Guillem V […] és d'interès històric. A partir del seu treball teòric se'ns transmet un assaig sobre la naturalesa de l'harmonia en el baix continu i l'ensenyament d'un xifrat curt i sistemàtic (Proeve over de natuur der harmonie in de Generaal bas benevens een onderricht eener korte en regelmatige becijffering), publicat el 1782 a La Haia, un pamflet de poca importància.> | » |

 A la pàgina web de la Royal Dutch Society for the History of Music (Koninklijke Vereniging voor Nederlandse Muziekgeschiedenis), Ton Braas i Odilia Vermeulen ho comenten d'una manera més matisada en la seva presentació de la reedició de Der Tod Jesu en una sèrie dedicada als tresors de la música coral holandesa (Schatten van de Nederlandse koormuziek):
| « | <"Encara que no fou un pioner, Graf ha passat per una evolució evident en les seves dotzenes de simfonies, concerts, quintets, quartets, trios, duets i peces solistes. Si la seva opus 1 té similituds amb les composicions del barroc tardà, a partir de llavors, Graf es va acostar estilísticament més a l'Escola de Mannheim i als fills més joves de Johann Sebastian Bach. L'estil de Der Tod Jesu (1802), l'última i més madura de les seves obres (que va escriure a l'edat de 79 anys), està més en línia amb l'estil de l'oratori de Joseph Haydn. Pel que fa a la instrumentació i la forma musical, Graf es va adherir a les convencions del seu temps. Des d'un punt de vista harmònic, la majoria de les seves obres són intencionadament simples. No obstant això, les seves melodies i ritmes són de vegades sorprenents.> | » |

## Discografia
- Barroc a Holanda: Quintetti a flauto traverso, violí, viola, violoncel i baix - Ensemble Pont de la Virtue (Erasmus Music Productions, WVH) (OCLC 225792481).
- Kalm, kalm en andere Nederlandse liedjes - Jasperina de Jong et Lieuwe Visser (NM Classics NM 92071).
- Quatre-cents anys de música neerlandesa - vol. 2: Simfonia en do major, op. 14 No. 4 - The Hague Residence Orchestra, cond. Ton Koopman (1982, Olympia OCD 501) (OCLC 31914280).
- Hef Aan, Bataaf! Nederlandse Muziek rond 1795, Ensemble Pont de la Virtue (1997, 2CD Erasmus Music Productions, WVH 187/188).
- Una antologia musical del nord dels Països Baixos, de diversos intèrprets (NM Special NM 93004).
- Een Muzikale Anthologie der Noordelijke Nederlanden 1600-2000, de diferents intèrprets (NM Special NM 903002).
- De la col·lecció de música d'Anders Chydenius, Mikail Helasvuo, Ostrobothnian Chamber Orchestra, cond. Juha Kangas (2004, Alba).
- Simfonies de la Cort d'Orange del segle xviii a La Haia: Simfonia en Re, Op. 14 No. 1 - Nova Acadèmia Holandesa, ed. Simon Murphy (15-17 de juny de 2009, PentaTone PTC 5186 365) (811550245 OCLC)